# Fallet Sandemann
Fallet Sandemann är en roman av Gabriella Håkansson utgiven 2002.
Fallet Sandemann är en fristående fortsättning på debutromanen Operation B och handlar om den unga kvinnliga agenten Anabel Shank som tillsammans med sin manlige följeslagare K ger sig ut på en resa genom den europeiska kontinenten och till Nordafrika för att spåra upp en försvunnen kollega, den gäckande Sandemann.